# Zurück in die Zukunft (Zeichentrickserie)
Zurück in die Zukunft (Back to the Future) ist eine Zeichentrickserie aus dem Jahr 1991, die auf der Filmtrilogie Zurück in die Zukunft aufbaut.

## Handlung
Nach den Ereignissen des Filmes Zurück in die Zukunft III hat sich Doc Emmett Brown mit seiner Ehefrau Clara Brown (ehemals Clayton), seinen beiden Söhnen Jules und Verne und seinem Hund Einstein in Hill Valley niedergelassen. Zwar haben Marty McFly und Jennifer Parker nach wie vor kurze Auftritte in der Serie, jedoch drehen sich die Abenteuer der Serie mehr um die Erlebnisse der Familie Brown. Auch der Antagonist der Filme Biff Tannen hat einige Auftritte in der Serie, steht allerdings ebenfalls nicht mehr im  Mittelpunkt jeder Geschichte.
Das Setting der Serie unterscheidet sich ebenfalls von den Filmen. Während diese stets in Hill Valley stattfanden, spielen eine große Anzahl von Episoden in anderen Städten oder gar anderen Kontinenten.

## Sprecher
Die deutsche Synchronfassung wurde von den MME Studios in Berlin erstellt.
| Figur               | Originalsprecher                                                                  | Deutscher Sprecher |
| ------------------- | --------------------------------------------------------------------------------- | ------------------ |
| Marty McFly         | David Kaufman                                                                     | Sven Hasper        |
| Doc Emmett Brown    | Dan Castellaneta (Zeichentrick-Segmente) Christopher Lloyd (Live-Action Segmente) | Lutz Mackensy      |
| Jennifer Parker     | Cathy Cavadini                                                                    | Bianca Krahl       |
| Clara Clayton Brown | Mary Steenburgen                                                                  | Martina Treger     |
| Jules Brown         | Josh Keaton                                                                       | Kim Hasper         |
| Verne Brown         | Troy Davidson                                                                     | David Turba        |
| Biff Tannen         | Thomas F. Wilson                                                                  | Thomas Petruo      |

## Episodenliste
Die Serie umfasst zwei Staffeln mit je 13 Episoden. a

### Übersicht
| Staffel | Episodenanzahl | Erstausstrahlung USA | Erstausstrahlung USA | Deutschsprachige Erstausstrahlung | Deutschsprachige Erstausstrahlung |
| Staffel | Episodenanzahl | Staffelpremiere      | Staffelfinale        | Staffelpremiere                   | Staffelfinale                     |
| ------- | -------------- | -------------------- | -------------------- | --------------------------------- | --------------------------------- |
| 1       | 13             | 14. September 1991   | 14. Dezember 1991    | —                                 | —                                 |
| 2       | 13             | 19. September 1992   | 26. Dezember 1992    | —                                 | —                                 |

### Staffel 1
| Nr. (ges.) | Nr. (St.) | Deutscher Titel                | Originaltitel                               | Erstausstrahlung USA | Deutschsprachige Erstausstrahlung (D) |
| ---------- | --------- | ------------------------------ | ------------------------------------------- | -------------------- | ------------------------------------- |
| 1          | 1         | Verne verhindert eine Schlacht | Brothers                                    | 14. Sep. 1991        |                                       |
| 2          | 2         | Der Familienurlaub             | A Family Vacation                           | 21. Sep. 1991        |                                       |
| 3          | 3         | Die Rückkehr der Saurier       | Forward To The Past                         | 28. Sep. 1991        |                                       |
| 4          | 4         | Jagd auf eine Hexe             | Witchcraft                                  | 12. Okt. 1991        |                                       |
| 5          | 5         | Ferien im alten Rom            | Roman Holiday                               | 19. Okt. 1991        |                                       |
| 6          | 6         | Der adoptierte Sohn            | Go Fly A Kite                               | 26. Okt. 1991        |                                       |
| 7          | 7         | Der Frosch der Inkas           | Time Waits For No Frog/Einstein’s Adventure | 2. Nov. 1991         |                                       |
| 8          | 8         | Marty als Baseballstar         | Batter Up                                   | 9. Nov. 1991         |                                       |
| 9          | 9         | Abenteuer im Weltall           | Solar Sailors                               | 16. Nov. 1991        |                                       |
| 10         | 10        | Weihnachten im Hochsommer      | Dickens Of A Christmas                      | 23. Nov. 1991        |                                       |
| 11         | 11        | Der Angelwettbewerb            | Gone Fishin’                                | 30. Nov. 1991        |                                       |
| 12         | 12        | Das Wetterchaos                | Retired                                     | 7. Dez. 1991         |                                       |
| 13         | 13        | Hochzeit im Wilden Westen      | Clara’s Folks                               | 14. Dez. 1991        |                                       |

### Staffel 2
| Nr. (ges.) | Nr. (St.) | Deutscher Titel                 | Originaltitel                                              | Erstausstrahlung USA | Deutschsprachige Erstausstrahlung (D) |
| ---------- | --------- | ------------------------------- | ---------------------------------------------------------- | -------------------- | ------------------------------------- |
| 14         | 1         | Mac, der schwarze Pirat         | Mac The Black                                              | 19. Sep. 1992        |                                       |
| 15         | 2         | Die gestohlenen Erfindungen     | Put On Your Thinking Caps, Kids! It’s Time For Mr. Wisdom! | 26. Sep. 1992        |                                       |
| 16         | 3         | Der Trick mit der Tinte         | A Friend In Deed                                           | 3. Okt. 1992         |                                       |
| 17         | 4         | Verne lernt tanzen              | Marty McFly PFC                                            | 17. Okt. 1992        |                                       |
| 18         | 5         | Vernes neuer Freund             | Verne’s New Friend                                         | 24. Okt. 1992        |                                       |
| 19         | 6         | Im Videospiel verschollen       | Bravelord And The Demon Monstrux                           | 31. Okt. 1992        |                                       |
| 20         | 7         | Der Geldbaum                    | The Money Tree                                             | 7. Nov. 1992         |                                       |
| 21         | 8         | Ein neuer Name für Verne        | A Verne By Any Other Name                                  | 14. Nov. 1992        |                                       |
| 22         | 9         | Stromausfall in Hill Valley     | Hill Valley Brown-Out                                      | 21. Nov. 1992        |                                       |
| 23         | 10        | Die Invasion der Außerirdischen | My Pop’s An Alien                                          | 5. Dez. 1992         |                                       |
| 24         | 11        | Doc als Mega-Hirn-Mann          | Super Doc                                                  | 12. Dez. 1992        |                                       |
| 25         | 12        | Ausflug zur Weltausstellung     | St. Louis Blues                                            | 19. Dez. 1992        |                                       |
| 26         | 13        | Der Besucher aus der Urzeit     | Verne Hatches An Egg                                       | 26. Dez. 1992        |                                       |

## Auszeichnungen
| Tabellarische Übersicht der Auszeichnungen und Nominierungen | Tabellarische Übersicht der Auszeichnungen und Nominierungen | Tabellarische Übersicht der Auszeichnungen und Nominierungen                          | Tabellarische Übersicht der Auszeichnungen und Nominierungen | Tabellarische Übersicht der Auszeichnungen und Nominierungen |
| Jahr                                                         | Auszeichnung                                                 | Für                                                                                   | Kategorie                                                    | Resultat                                                     |
| ------------------------------------------------------------ | ------------------------------------------------------------ | ------------------------------------------------------------------------------------- | ------------------------------------------------------------ | ------------------------------------------------------------ |
| 1992                                                         | Daytime Emmy Award                                           | Jim Hodson, Bill Koepnick und Harry Andronis                                          | Outstanding Film Sound Mixing                                | Gewonnen                                                     |
| 1992                                                         | Daytime Emmy Award                                           | Bill Koepnick, Russell Brower, Jim Hodson, Aaron L. King, Matt Thorne und Mark Keatts | Outstanding Film Sound Editing                               | Gewonnen                                                     |
| 1993                                                         | Daytime Emmy Award                                           | Ray Leonard und Paca Thomas                                                           | Outstanding Film Sound Mixing                                | Gewonnen                                                     |
| 1993                                                         | Daytime Emmy Award                                           | Paca Thomas, Ray Leonard, Marc S. Perlman und Melissa Ellis                           | Outstanding Film Sound Editing                               | Gewonnen                                                     |